# 안탈키다스
안탈키다스(고대 그리스어: Ἀνταλκίδας, Antalkídas, ? - 기원전 367년)는 고대 스파르타의 정치인, 외교관, 장군으로 레온의 아들이다.

## 생애
안탈키다스가 역사에 등장한 것은 코린토스 전쟁이 시작되면서부터이다. 기원전 405년 아이고스포타미 전투에서 아테네 함대의 궤멸이후 펠로폰네소스 전쟁의 종결에 따라 스파르타는 소아시아의 페르시아 제국의 사트라프에게 일련의 기습 공격을 개시했다. 그리스 프리기아의 태수였던 파르나바조스는 마침내 로도스의 티모크라테스를 파견하여 다른 그리스 도시 국가에게 뇌물을 주고 스파르타에 대한 전쟁을 선포하게 한다. 테바이는 기원전 395년에 군사를 일으켰고, 결국 다른 나라를 부추겨 코린토스 전쟁으로 알려진 충돌에 합류하게 했다. 페르시아는 이제 아테나이와 우호적인 조약을 맺었으며, 파르나바조스는 불명예를 당한 장군 코논을 포키스와 키프러스 함대를 지휘하게 하여 크니도스 해전에서 스파르타 함대 괴멸을 성공적으로 마무리하게 했다.